# Zuerst die Füße
Zuerst die Füße ist eine Skulptur aus dem Jahr 1990 von Martin Kippenberger. Das 1,30 m große Werk stellt einen gekreuzigten Frosch dar, der mit einem Lendentuch bekleidet ist. In einer seiner Gliedmaßen hält er ein Ei, in einer anderen einen Bierkrug. Es existieren fünf Exemplare in unterschiedlicher Ausführung, sowohl grün bzw. violett bemalt als auch unbemalt und mit unterschiedlicher Anzahl und Anordnung des Eies.

## Interpretation
Die Skulptur ist als ironisches Selbstporträt Kippenbergers gedacht. Es spiegle nach Ansicht des Museion (Museum für moderne und zeitgenössische Kunst in Bozen, Südtirol) den damaligen Gemütszustand des Künstlers nach einem Alkohol- und Drogenentzug wider und habe „nichts mit Religion zu tun.“

## Kontroverse
Das Kunstwerk sorgte für zahlreiche Irritationen; man forderte, es anlässlich des Papstbesuchs 2008 aus dem Museion in Bozen zu entfernen. Angestoßen von der Sonntagszeitung Zett kam es zu Interventionen von zahlreichen politischen Kreisen und Teilen der katholischen Kirche sowie einer hitzig geführten Diskussion unter anderem auf den Leserbriefseiten der Tageszeitung Dolomiten. 
Papst Benedikt XVI. schrieb an den Präsidenten des Regionalrates, Franz Pahl, der gekreuzigte Frosch verletze die religiösen Gefühle vieler Menschen. Der italienische Kulturminister Sandro Bondi brachte zum Ausdruck, auch die Vernunft und der gesunde Menschenverstand würden durch das Kunstwerk beleidigt. Regionalratspräsident Franz Pahl trat in einen Hungerstreik.
Der Direktor der Staatlichen Museen von Rom, Claudio Strinati, erklärte hingegen, dass die Kunst immer frei sein müsse und dem Künstler keine Beschränkung der Meinungsfreiheit auferlegt werden dürfe. Das Werk war zuvor schon in der Tate Gallery of Modern Art, der Saatchi Gallery und auf der Biennale di Venezia ausgestellt worden.